# Patrick Ortlieb
Patrick Ortlieb (Bregenz, 20 de mayo de 1967) es un deportista austríaco que compitió en esquí alpino; campeón olímpico en Albertville 1992 y campeón mundial en 1996.

## Trayectoria
Participó en dos Juegos Olímpicos de Invierno, obteniendo una medalla de oro en Albertville 1992, en la prueba de descenso, y el cuarto lugar en Lillehammer 1994, en la misma prueba.
Ganó una medalla de oro en el Campeonato Mundial de Esquí Alpino de 1996, en el descenso. En la Copa del Mundo consiguió cuatro victorias y veinte podios en total.
En 1992 recibió la Condecoración de Honor de Oro de la Orden al Mérito de la República de Austria. Ese mismo año fue nombrado «Deportista masculino del año» en su país. Fue uno de los últimos portadores de la llama olímpica en la ceremonia de apertura de los Juegos Olímpicos de la Juventud de Invierno de 2012.
Se retiró de la competición en 1999 después de sufrir una grave lesión en un entrenamiento. Posteriormente, se involucró en la política, y fue diputado en el Consejo Nacional de Austria por el Partido de la Libertad de Austria (FPÖ) entre 1999 y 2002. También ejerció de presidente de la Federación de Esquí de Vorarlberg.
Es propietario de un hotel de cuatro estrellas en la localidad alpina de Oberlech.

## Palmarés internacional
| Juegos Olímpicos   | Juegos Olímpicos       | Juegos Olímpicos | Juegos Olímpicos |
| Año                | Lugar                  | Medalla          | Prueba           |
| ------------------ | ---------------------- | ---------------- | ---------------- |
| 1992               | Albertville (Francia)  | Medalla de oro   | Descenso         |
| Campeonato Mundial |                        |                  |                  |
| Año                | Lugar                  | Medalla          | Prueba           |
| 1996               | Sierra Nevada (España) | Medalla de oro   | Descenso         |